# László József (színművész)
Altorjai László József (Fugyivásárhely, 1808. május 1. – Kolozsvár, 1878. május 10.) magyar színész, színigazgató.

## Élete

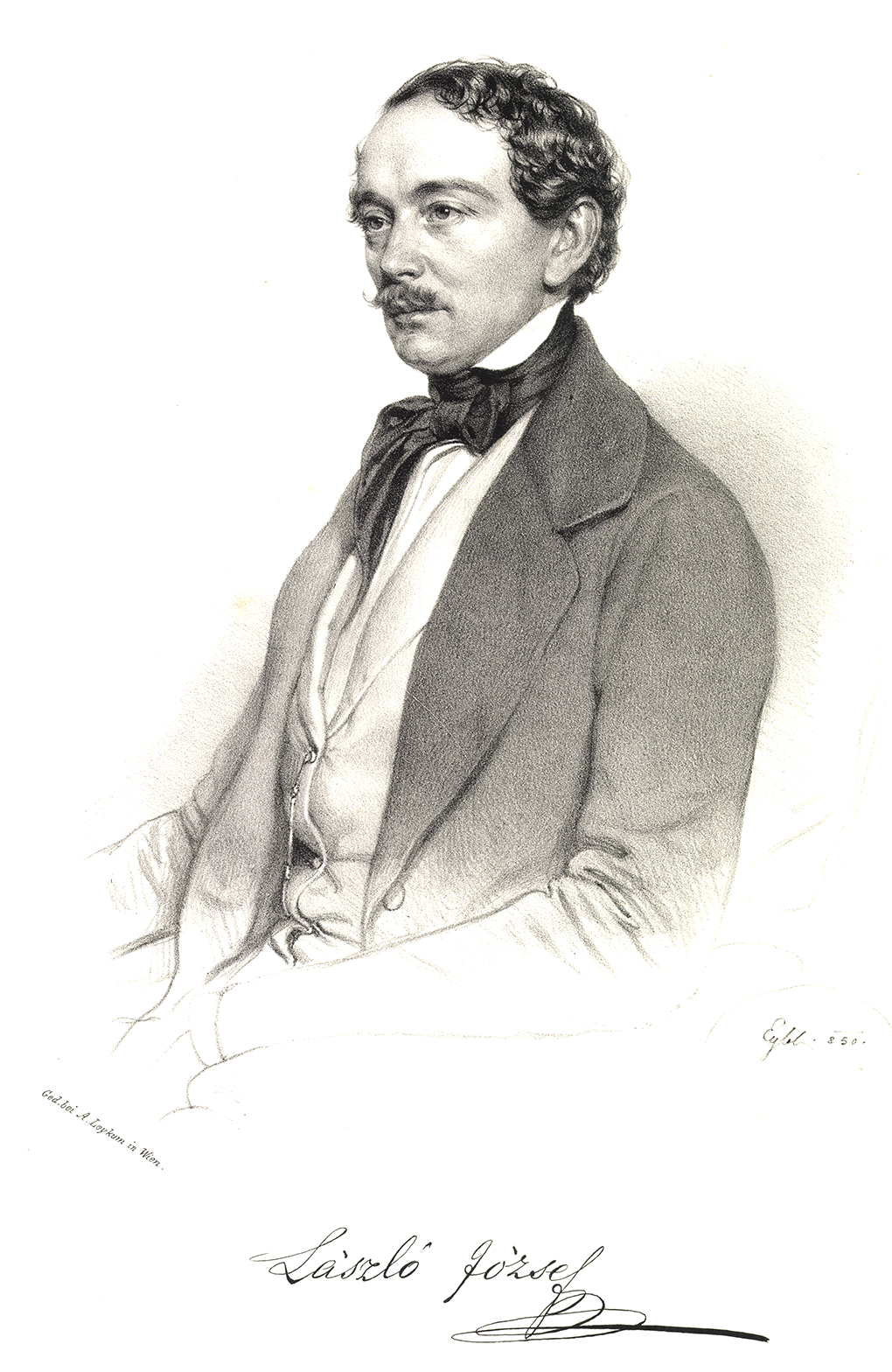
László József portréja (1850)

Kolozsvárt tanult, ahol előkelő családoknál nevelő is volt. Szép tehetsége fényes jövőt jósolt neki; ő azonban hajlamait követve, 1827-ben színész lett. Egy jó ideig még a Nemzeti Színházban is másod szerelmeseket játszott, míg végre rájöttek, hogy nem a szavalás, hanem a csevegés az erősebb oldala.  Alig egy évi színészkedés után jóakarói "meg akarták menteni" Lászlót és a királyi táblánál szereztek neki állást. De László csakhamar ismét visszatért a színpadra, s 1829-ben tagja lett az erdélyi részvényes társaságnak, mely Kolozsvárról járt vándorútjára. László is fölváltva játszott Debrecenben, ahol Arany Jánossal együtt színészkedett, Kassán, Miskolcon, Balatonfüreden, s így történt, hogy amikor a budapesti Nemzeti Színházat 1837-ben megnyitották, ő már mint kész művész léphetett annak deszkáira. László az intézet elsőrendű tagjai közé tartozott, s különösen a könnyed, francia szalon-vígjátékokban annyira kivált, hogy kitűnő utódja, Szerdahelyi Kálmán is csak némely szerepben tudta utolérni. Alakja vékony, karcsú, elegáns; arca vidám és nyájas, mozgása könnyed és úri, modora világfias volt. »Mintha párizsi talajon nőtt volna — a magyar színpad számára« — írja róla az egykori tudósító. Gyors és mégis érthető színpadi beszédét a párizsi tanulmányútjáról visszatért Irinyi József csodálattal és elismeréssel méltányolta. Ő előtte nem beszélt így a magyar színpadon senki. A túlzást megvetette, az ízléstelenségtől megóvta finom lénye. Nevettető fogásokhoz sohasem nyúlt. A hatást nem kereste és mégis hatott. Legerősebb fegyvere a kedély volt s ezt abból a patriarchális korszakból hozta magával, melyben született. Benne nem volt semmi kitűnő utódjainak, Szerdahelyi Kálmánnak iróniájából és Halmi Ferencnek beteges ingerlékenységéből. Ezek már idegemberek voltak, László ellenben kizárólag a jókedv és az egészséges kedély embere volt. Vidám alaptermészeténél fogva a komoly szerepekben — kitűnő utódaival ellentétben — nem is igen tudott megfelelő hatást kelteni. Ha komolyan beszélt is, mosolyogtak a beszédén. E nagy vidámság mellett azonban a színpadot igen komolyan vette és nagyra becsülte. Egyike volt a leglelkiismeretesebb színművészeknek. Nemcsak a szerepeit tudta mindig tökéletesen, hanem rendesen az egész vígjátékot is, melyben játszott. 
Művészete delelő pontján állott, amikor makacs torokbaj vette elő, mely miatt kénytelen volt a színpadtól megválni. 1859-ben lépett fel utoljára és azután Kolozsvárra vonult vissza,  ahol saját kis házának kertjében, rózsáinak élt. A köztiszteletben élő művészt azonban több ízben is felkérték a kolozsvári színház vezetésére s ő ezeknek a felkéréseknek mindig eleget tett. Sok jó tanáccsal látta el a vezetőséget, sőt mint az intendatúra tagja hivatalosan is tevékeny részt vett a vezetésben. Halála előtt egy évvel, nyilvánosan akarták meg jubilálni, de ő szerényen kitért az ünnepeltetés elől. »Ha még egyszer megjelennék a színpadon, menten megrepedne a szívem«, mondta a 69 éves művész az őt felkérő bizottságnak. Ám azért mégis megünnepelték színpadra léptének 50-ik évfordulóját. Szigligeti Ede, a Nemzeti Színház akkori igazgatója, e napon sürgönyileg üdvözölte, pályatársai, Kolozsvár társadalmának színe-java virággal és jókívánságokkal árasztották el a meghatott nagy művészt, akinek napjai akkor már meg voltak számlálva. A haláltól nem félt. Nyugodtan várta. »Szerettem volna ugyan még egyszer rózsáim virágzását meglátni, de ha nem lehet, abban is megnyugszom« — mondotta halála előtt környezetének. Temetése nagy részvét mellett ment végbe. Kolozsvárt temették el, még pedig — végkívánsága szerint — a temető felső részének verőfényes magaslatán. Sírján emlékoszlop, körülötte rózsafák.
Háromszor nősült. Első neje Éder Teréz színésznő volt (Debrecen, 1812. október 9. – Miskolc, 1833. december 23.) A második De Caux Mimi, a harmadik Egressy Etelke. Utóbbi kettőtől elvált.

## Fontosabb szerepei
- Vörösmarty Mihály: Árpád ébredése – Sírszellem
- Csathó Kálmán: Fiatal házasok – Lengey Károly
- Dumas: Kean – Lord Melville
- Katona József: Bánk bán – Ottó
- Gaal József: A peleskei nótárius – Zajtay Sándor
- Shakespeare: Lear király – Bolond
- Szigligeti Ede: Rózsa – Bábel
- Eugène Scribe: Egy pohár víz – Masham
- Nagy Ignác: Tisztújítás – Heves Kálmán
- William Shakespeare: Rómeó és Júlia – Mercutio
- Szigligeti Ede: Csikós – Ormódi Asztolf
- Léon Battu: A ház becsülete – Fecsegi
- Eugène Scribe: Eszter – Dávid
- Walter Scott-Dumas: A skót nemes – MacAllan